# Maison des invités de l'État finlandais
La Maison des invités de l’État finlandais (finnois : Valtion vierastalo, suédois : Statens gästhus) est un édifice situé dans le quartier de Munkkiniemi à Helsinki en Finlande.

## Présentation
La maison construite au 3, rue Kalastajatorpantie, est un espace de représentation du Conseil d'État possédé par le Gouvernement de la Finlande. 
Le bâtiment est conçu par Einari Teräsvirta et il est construit en 1984.
L'espace sert à loger les hôtes gouvernementaux. 
Le service est fourni par l'hôtel Kalastajatorppa voisin.
Le Président Mauno Koivisto a habité ce lieu pendant quelques jours d'avril 1986 en raison d'une grève de la fonction publique.